# Otto Schubiger
Otto Schubiger, född 6 januari 1925, död 28 januari 2019 i Baden i Aargau, var en schweizisk ishockeyspelare.
Schubiger blev olympisk bronsmedaljör i ishockey vid vinterspelen 1948 i Sankt Moritz.